# Кузнецово (Рамешковский район)
Кузнецо́во — деревня в сельском поселении Некрасово Рамешковского района Тверской области России. До 2006 года входило в состав Рамешковского сельского округа.

## География
Находится в 5 км от районного центра Рамешки, рядом с автодорогой «Тверь — Бежецк — Весьегонск — Устюжна».
Рядом с деревней протекает река Каменка и ручей, разделяющий деревню и Михайлово-Прудовский погост. В первой половине XX века здесь было два населённых пункта — деревня Кузнецово и село (бывший погост) Михайлово-Прудово (в Советское время — Безбожник). Сейчас погост с двумя церквями на территории деревни Кузнецово.

## История
В середине XIV—XV веках окрестные земли принадлежали русскому боярину Роману Ивановичу Акинфичу. Позднее, до 1764 года, земли находились во владении Троице-Сергиева монастыря, затем перешли в госсобственность. В 1797 году император Павел I пожаловал Кузнецово и другие деревни, всего 1500 крестьянских душ, за 60-летнюю безупречную службу генерал-адмиралу Ивану Логиновичу Голенищеву-Кутузову. Тот провёл последние годы своей жизни в Кузнецово. В деревне похоронен его сын Павел Иванович.
Михайлово-Прудовский приход образован из карел, выехавших сюда со своим попом Ивашкой из Лопских погостов Выборской губернии в 1797 году и поступивших в крепостное владение Голенищева-Кутузова. Карелы поселились в это время и в Кузнецово. Материалы переписной книги Бежецкого уезда 1709 свидетельствуют, что часть карельских семей в Прудовскую дворцовую волость перешли раньше, в 1665 году.
Участник Отечественной войны 1812 года, опальный декабрист, поэт Фёдор Николаевич Глинка женился в 1830 году на внучке Голенищева-Кутузова Авдотье Павловне, и с 1835 года стал часто бывать в Кузнецово. Здесь он занимался археологией (исследовал древние курганы) и краеведением.
Кузнецово когда-то было центром распространения грамотности среди населения, чему способствовало усердие меценатов в лице Ф. Н. Глинки, его жены Авдотьи Павловны, местного священника А. Е. Гроздова, учителей Доброхотовых и других. При церкви работала церковно-приходская школа, позднее открыта земская школа. После 1917 года некоторое время действовал педагогический техникум.
В 1920-х годах в Кузнецово и окрестных деревнях создана коммуна «Безбожник», в 1929 году — колхоз «Безбожник». Михайлово-Прудово было центром Безбожницкого сельсовета.
В 1936 году в деревне Кузнецово Безбожницкого сельсовета Рамешковского района Калининской области — 32 хозяйства с населением 141 человек, из них в колхозе 28 хозяйств, 127 человек.
По переписи 1989 года здесь проживали 32 человека (8 мужчин и 24 женщины), русские и карелы.
В 2001 году в деревне в 14 домах постоянно проживали 17 человек, 25 домов — собственность наследников и дачников.

## Население
| 1859 | 1936 | 1989 | 2002 | 2008 | 2010 |
| ---- | ---- | ---- | ---- | ---- | ---- |
| 93   | ↗141 | ↘32  | ↘22  | ↘17  | ↘15  |

## Достопримечательности
- Место усадьбы Голенищевых-Кутузовых, остатки парка, пруд.
- Троицкая церковь (1812) и церковь Казанской Божией Матери (1883). Кладбище[3].